# 柯赛江·赛力禾加
柯赛江·赛力禾加（羅馬化：Qızayjan Seyilqojaulı，1950年2月—）是中国新疆哈萨克族政治人物，生于特克斯县。1971年5月成为新疆维吾尔自治区特克斯县二公社公安特派员、革委会副主任、管委会社长，次年8月加入中国共产党。1978年入中央民族学院干训部就读一年。1981年10月起任齐勒乌泽克乡党委书记。1984年3月起先后任特克斯县副县长、代理县长、县长。
1991年11月，赛力禾加成为伊犁哈萨克自治州土地管理局局长。1993年9月起任塔城地委副书记、行署专员，2003年2月起先后任伊犁哈萨克自治州党委副书记、副州长、代理州长、州长。2008年1月任新疆自治區政協副主席，意图推动南疆新型工业化的发展。